# Liste d'élections en 1897
Chronologie des élections
- 1893
- 1894
- 1895
- 1896
- 1897
- 1898
- 1899
- 1900
- 1901

Cet article recense les élections organisées durant l'année 1897.

## Élections nationales en 1897
Cette section concerne les élections législatives et présidentielles dans un état souverain, éventuellement fédéral, ainsi que leurs principaux référendums.
| Date                      | État        | Élection ou référendum | Contexte | Résultat |
| ------------------------- | ----------- | ---------------------- | --- | --- |
| 1896 - 1897               | États-Unis  | Sénat (en)             | | Cette section est vide, insuffisamment détaillée ou incomplète. Votre aide est la bienvenue ! Comment faire ? |
| 1897                      | Liberia     | Présidentielle (en)    | | Cette section est vide, insuffisamment détaillée ou incomplète. Votre aide est la bienvenue ! Comment faire ? |
| 3 janvier                 | France      | Sénatoriales           | | Cette section est vide, insuffisamment détaillée ou incomplète. Votre aide est la bienvenue ! Comment faire ? |
| 18 janvier                | Équateur    | Présidentielle (es)    | | Cette section est vide, insuffisamment détaillée ou incomplète. Votre aide est la bienvenue ! Comment faire ? |
| 28 février                | Suisse      | Référendum (de)        | Loi fédérale créant une Banque de la Confédération suisse | Rejetée |
| 7 mars                    | Chili       | Législatives (nl)      | | Cette section est vide, insuffisamment détaillée ou incomplète. Votre aide est la bienvenue ! Comment faire ? |
| 21 - 28 mars              | Italie      | Législatives           | | Cette section est vide, insuffisamment détaillée ou incomplète. Votre aide est la bienvenue ! Comment faire ? |
| 22 mars                   | Philippines | Présidentielle (en)    | | Cette section est vide, insuffisamment détaillée ou incomplète. Votre aide est la bienvenue ! Comment faire ? |
| 20 avril - 23 novembre    | États-Unis  | Chambre (en)           | | Cette section est vide, insuffisamment détaillée ou incomplète. Votre aide est la bienvenue ! Comment faire ? |
| 2 mai                     | Portugal    | Législatives (en)      | | Cette section est vide, insuffisamment détaillée ou incomplète. Votre aide est la bienvenue ! Comment faire ? |
| 15 juin                   | Pays-Bas    | 2de Chambre (nl)       | | Cette section est vide, insuffisamment détaillée ou incomplète. Votre aide est la bienvenue ! Comment faire ? |
| 22 juin                   | Serbie      | Législatives (en)      | | Cette section est vide, insuffisamment détaillée ou incomplète. Votre aide est la bienvenue ! Comment faire ? |
| 11 juillet                | Suisse      | Référendum (de)        | Arrêté fédéral révisant l'article 24 de la constitution fédérale— Police des Eaux et Forêts — | Accepté |
| 11 juillet                | Suisse      | Référendum (de)        | Arrêté fédéral concernant la législation fédérale sur le commerce des denrées alimentaires, ainsi que sur le commerce des articles de ménage et des objets usuels qui peuvent mettre en danger la santé ou la vie — Contrôle de la chaîne alimentaire — | Accepté |
| 1er septembre             | Venezuela   | Présidentielle (es)    | | Cette section est vide, insuffisamment détaillée ou incomplète. Votre aide est la bienvenue ! Comment faire ? |
| 1er novembre              | Philippines | Législatives (en)      | | Cette section est vide, insuffisamment détaillée ou incomplète. Votre aide est la bienvenue ! Comment faire ? |
| 14 novembre - 12 décembre | Costa Rica  | Présidentielle (en)    | | Cette section est vide, insuffisamment détaillée ou incomplète. Votre aide est la bienvenue ! Comment faire ? |

## Élections en subdivisions nationales en 1897
Cette section concerne les élections législatives dans un État fédéré, une subdivision territoriale ou une colonie d'un État souverain, ainsi que leurs principaux référendums.
| Date                  | Subdivision           | État               | Élection ou référendum | Contexte | Résultat |
| --------------------- | --------------------- | ------------------ | ---------------------- | -------- | --- |
| 1897                  | Guyane britannique    | Empire britannique | Générales (en)         |          | Cette section est vide, insuffisamment détaillée ou incomplète. Votre aide est la bienvenue ! Comment faire ? |
| 1897                  | Îles Féroé            | Danemark           | Générales (en)         |          | Cette section est vide, insuffisamment détaillée ou incomplète. Votre aide est la bienvenue ! Comment faire ? |
| Mars                  | Cisleithanie          | Autriche-Hongrie   | Législatives (en)      |          | Cette section est vide, insuffisamment détaillée ou incomplète. Votre aide est la bienvenue ! Comment faire ? |
| 13 - 20 avril         | Nouvelle-Écosse       | Canada             | Générales (en)         |          | Cette section est vide, insuffisamment détaillée ou incomplète. Votre aide est la bienvenue ! Comment faire ? |
| 27 avril - 26 mai     | Australie-Occidentale | Empire britannique | Coloniales (en)        |          | Cette section est vide, insuffisamment détaillée ou incomplète. Votre aide est la bienvenue ! Comment faire ? |
| 11 mai                | Québec                | Canada             | Générales              |          | Cette section est vide, insuffisamment détaillée ou incomplète. Votre aide est la bienvenue ! Comment faire ? |
| 19 - 22 mai           | Croatie-Slavonie      | Autriche-Hongrie   | Législatives (en)      |          | Cette section est vide, insuffisamment détaillée ou incomplète. Votre aide est la bienvenue ! Comment faire ? |
| 28 juillet            | Île-du-Prince-Édouard | Canada             | Générales (en)         |          | Cette section est vide, insuffisamment détaillée ou incomplète. Votre aide est la bienvenue ! Comment faire ? |
| 14 octobre            | Victoria              | Empire britannique | Coloniales (en)        |          | Cette section est vide, insuffisamment détaillée ou incomplète. Votre aide est la bienvenue ! Comment faire ? |
| 28 octobre            | Terre-Neuve           | Empire britannique | Générales (en)         |          | Cette section est vide, insuffisamment détaillée ou incomplète. Votre aide est la bienvenue ! Comment faire ? |
| 14 août - 30 novembre | Norvège               | Suède-Norvège      | Législatives (no)      |          | Cette section est vide, insuffisamment détaillée ou incomplète. Votre aide est la bienvenue ! Comment faire ? |